# Neivamyrmex iridescens
Neivamyrmex iridescens är en myrart som beskrevs av Borgmeier 1950. Neivamyrmex iridescens ingår i släktet Neivamyrmex och familjen myror. Inga underarter finns listade i Catalogue of Life.

## Bildgalleri

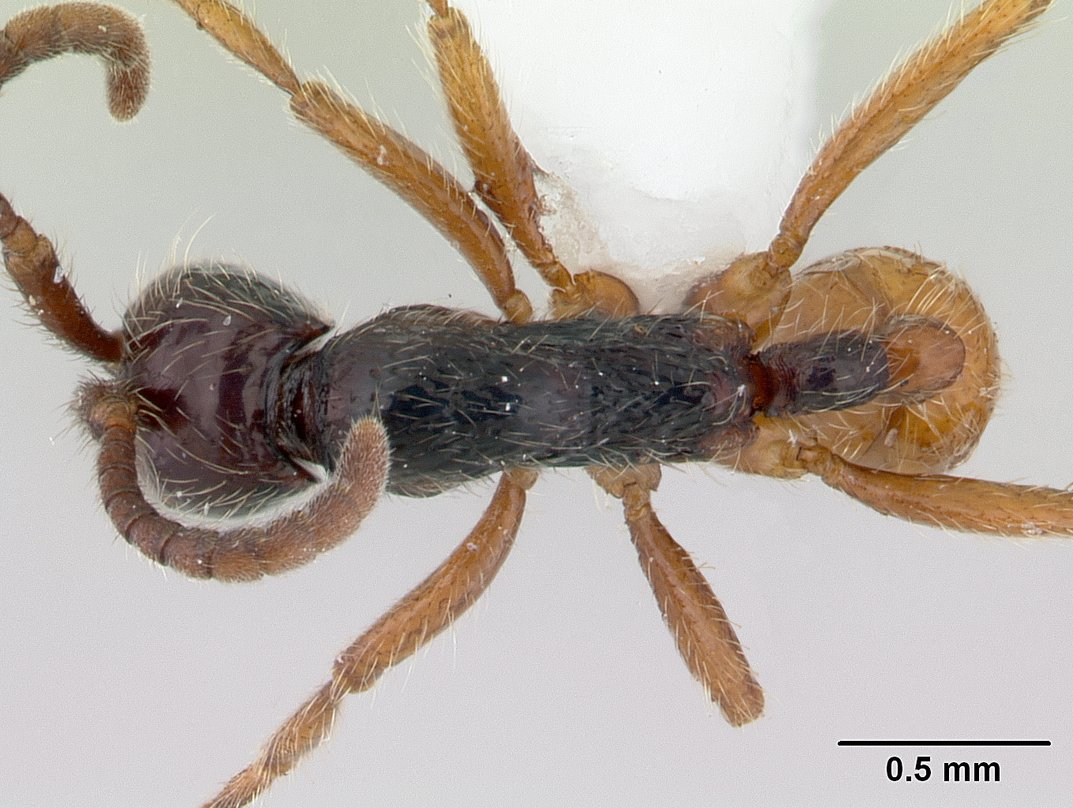
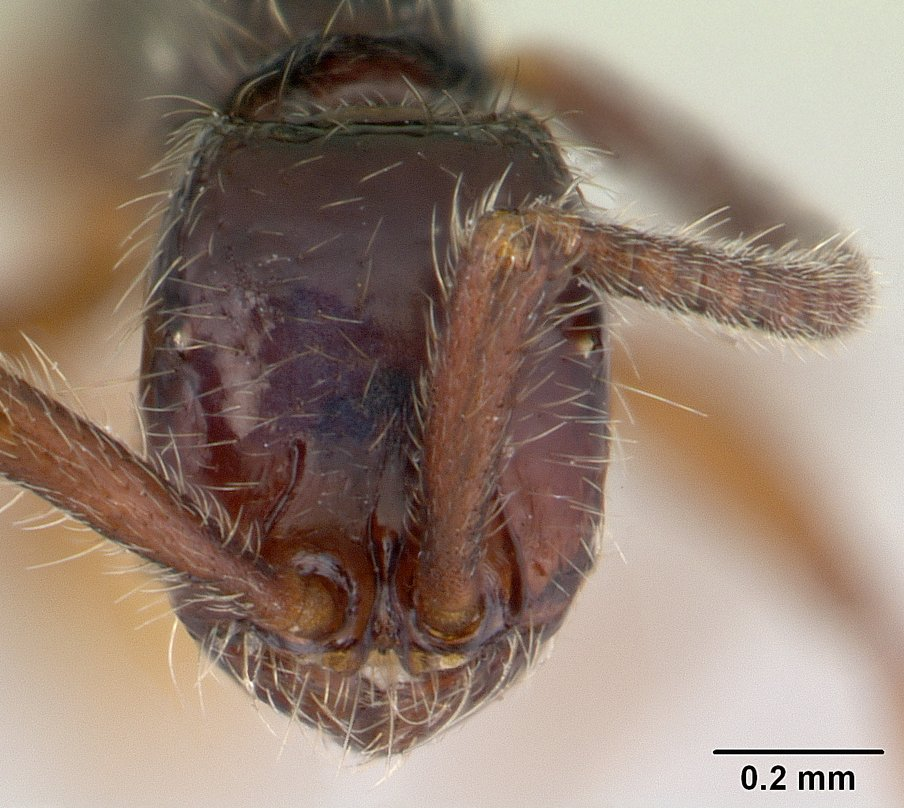
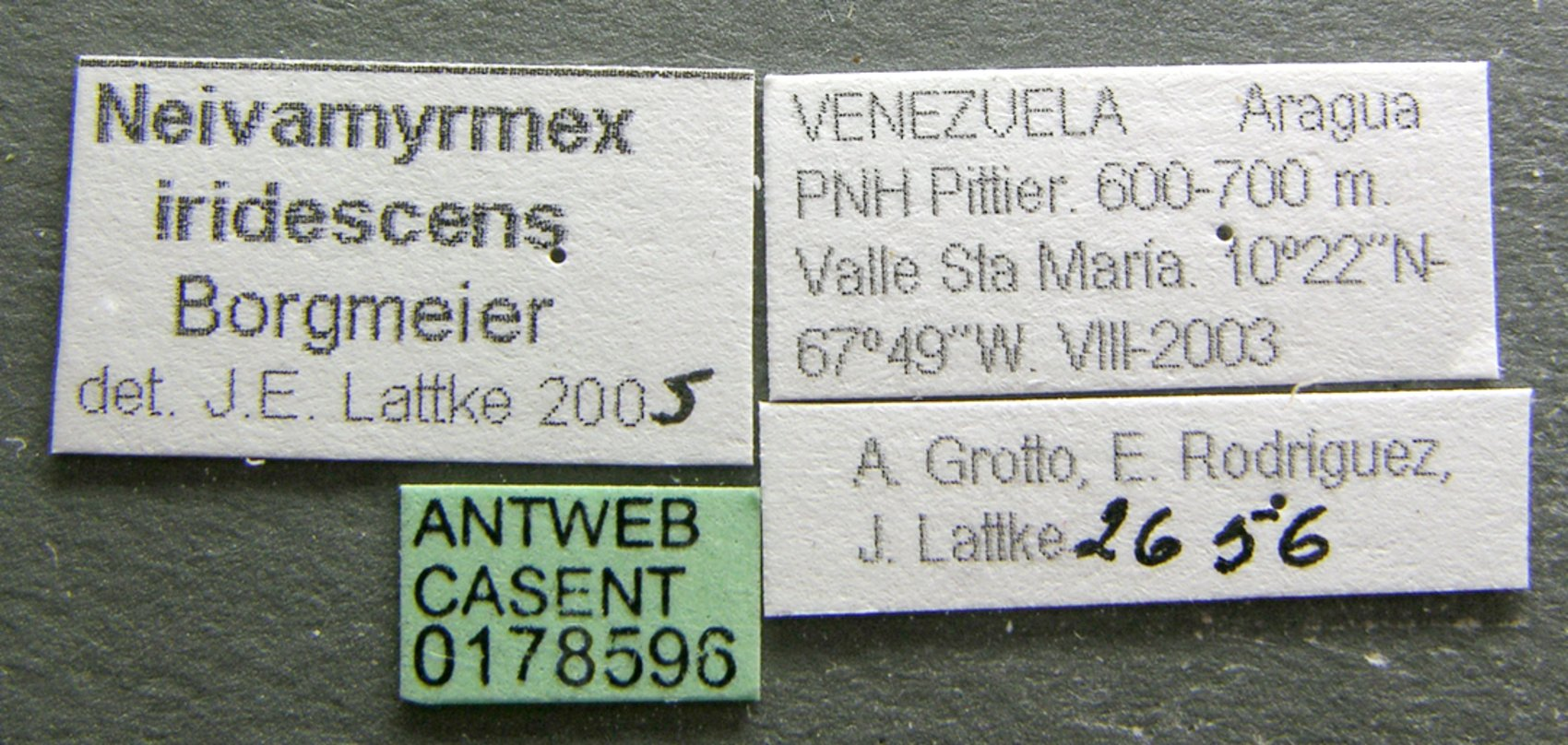
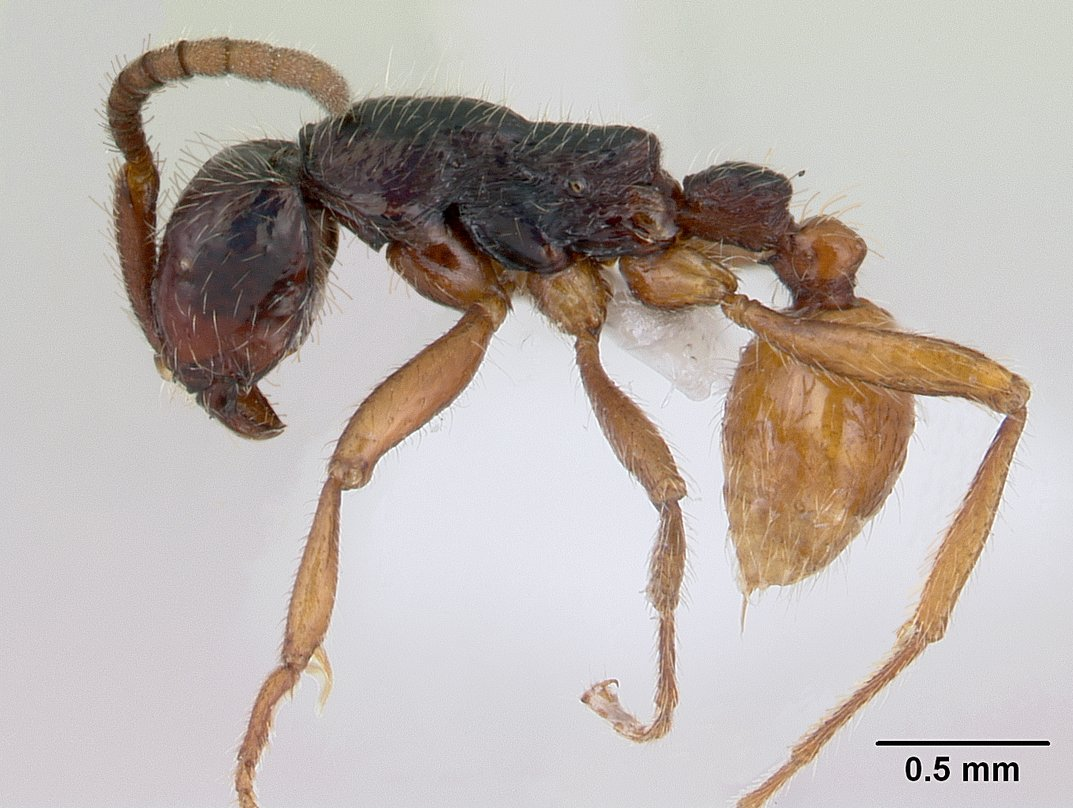